# Arklity
Arklity (niem. Arklitten) – osada w Polsce położona w województwie warmińsko-mazurskim, w powiecie kętrzyńskim, w gminie Barciany. Arklity należą do sołectwa Mołtajny.
W latach 1975–1998 miejscowość administracyjnie należała do województwa olsztyńskiego.

## Historia
Wieś istniała już w 1359 r. Arklity od 1469 za długi zakonu krzyżackiego powstałe w czasie wojny trzynastoletniej przekazane zostały w zastaw rodzinie von Schlieben. Rodzina ta w zastaw otrzymała cały okręg gierdawski (24 osady, w tym: Gierdawa, Nordenbork, Mołtajny i Brzeźnica). Posiadłości te z powodu niemożności ich wykupu przez Zakon stały się dziedziczną własnością tej rodziny. Od XVI wieku do 1945 roku Arklity należały do rodu Egloffstein i były jego główną siedzibą. Założycielem majoratu w Arklitach i budowniczym pałacu był Albrecht Dietrich Gottfried von und zu Egloffstein. W początkach XX w. wielkość majątku ziemskiego należącego do majoratu wynosiła 1904 ha. Do klucza majątków wchodziło pięć folwarków. Przedstawicielką tej rodziny była Julie Gräfin von Egloffstein (ur. 1792) – malarka, autorka m.in. portretu Goethego. Jej prace przechowywane były w Arklitach do lat trzydziestych XX w.
Po II wojnie światowej majątek ziemski w Arklitach użytkowany był jako PGR. Przed likwidacją PGR Arklity funkcjonował jako samodzielny zakład rolny w ramach PPGR Skandawa z siedzibą we Frączkowie.
W 1970 w Arklitach mieszkało 207 osób. W latach 1973–1977 Arklity znajdowały się na terenie gminy Skandawa.

## Pałac
Do wojewódzkiego rejestru zabytków wpisane są obiekty:
- zespół pałacowo-parkowy: pałac i rozległy park krajobrazowy. Park graniczy z zachodnim brzegiem Jeziora Arklickiego. Pałac wybudowano w 1782 według projektu nieznanego architekta pochodzenia włoskiego. Była to budowla w stylu późnobarokowym z klasycystycznym portykiem i rokokowymi elementami detalu architektonicznego. Budowla trójkondygnacyjna w układzie: suterena, wysoki parter i mezzanino. Budynek nakryty był dachem mansardowym z lukarnami. Wnętrza w układzie dwutraktowym. W elewacji głównej pałacu występowały dwa ryzality boczne i portyk o czterech gładkich kolumnach doryckich. Fronton portyku zdobił kartusz herbowy Egloffsteinów.  W pałacu znajdowała się biblioteka posiadająca nieokreśloną liczbę starodruków. W 2017 r. 64 stare woluminy odnalazła w śmietniku anonimowa osoba, która przekazała je muzeum w Kętrzynie[5]. Po II wojnie światowej pałac użytkowany był przez miejscowe Państwowe Gospodarstwo Rolne. Były tu biura, mieszkania i przedszkole. Po opuszczeniu pałacu przez użytkowników, w 1983 uległ on pożarowi. Po pożarze pałac nie był odbudowywany. Właścicielem ruin jest osoba prywatna.

Najcenniejsze ruchomości pałacowe zniknęły po wkroczeniu w styczniu 1945 do Arklit Armii Czerwonej. Zofii Licharewej, pracującej wówczas w Referacie Kultury w rastemborskim starostwie udało się zabezpieczyć rokokowy komplet wykonany z porcelany miśnieńskiej (kinkiety, lustro w ramie z porcelany i wazon), znajdujący się obecnie w zbiorach Muzeum w Kętrzynie. Muzeum posiada także wielki kartusz herbowy Egloffsteinów wykonany z miedzianej blachy.